# Корниенко, Владимир Витальевич
Влади́мир Вита́льевич Корние́нко (Корне́й; 17 августа 1981, Донецк) —  музыкант, автор песен, гитарист и аранжировщик, переводчик по образованию.

## Биография
Родился в Донецке, Украинская ССР. Получил специальность переводчика в Донецком институте социального образования, 1998—2003 гг.
На гитаре начал играть в 9 лет. Начиная с 1994 года, играл во многих местных группах. В 2000 году начал сочинять собственные песни.

### 2003—2006
В 2003-м по приглашению Земфиры Рамазановой, услышавшей в Интернете его домашние демозаписи, Корней выехал в Москву для работы над сольным альбомом. Запись началась в августе 2003 года в Тон-Студии Мосфильма. Для работы над пластинкой были привлечены Олег Пунгин и Юрий Цалер, хорошо известные по группе «Мумий Тролль».
20 июня 2004 года на рок-фестивале Максидром Корней впервые появился перед публикой в середине сета Земфиры, исполнив песню «Как Воздух», которая к тому моменту заняла в чартах радио Максимум четвёртое место. Ему аккомпанировал тот же состав, который играл весь сэт: Пунгин, Цалер, клавишник Иван Фармаковский и Земфира на акустической гитаре.
27 июня на фестивале Мегахаус состоялся дебют уже собственного состава Корнея, в который на тот момент вошли Андрей Гагауз (бас-гитара) и Алексей Гливинский (ударные).
Первое клубное выступление Корнея состоялось 30 ноября 2004 года в клубе 16 Тонн в рамках премии «Золотая Горгулья», ежегодно проходящей в День рождения клуба.
15 декабря 2004 года на фирме BAZA Records вышел первый альбом Корнея «1» (известный также как «Знак единица»).
Параллельно с работой над сольным материалом, Корней гастролирует в составе коллектива Земфиры как бас-гитарист.
Используя окна в концертном графике тура, в сентябре 2005 года Корней записывает в студии РГСУ свой второй релиз: макси-сингл «Любовь по радио». В него вошли песни «Радио», «Любовь Пою» и «Сломать Сегодня Вечером». Пластинка была издана ограниченным тиражом без участия лейбла.

### Сессионная деятельность: 2006 — …
По окончании тура «Вендетта» Корней принимает предложения о студийном и концертном сотрудничестве от нескольких известных российских коллективов, а коллектив Земфиры покидает. С ним начинают концертное и студийное сотрудничество группы Ундервуд и Чебоза, Найк Борзов и певица Мара. Тогда же Корней принял участие в записи песни группы Ночные Снайперы «Доктор» под псевдонимом Роберт Ф. как гитарист. Дальнейшая студийная деятельность ознаменовалась такими записями, как альбомы группы Ундервуд «"Опиум для народа"» (2007) и «Все, кого ты так сильно любил» (2008), дебютная пластинка группы Z.I.M.A (2008), и концертная пластинка Мары «Unplugged».
14 сентября 2013 года состоялся последний концерт Корнея в постоянном составе группы Ундервуд.
29 мая 2014 состоялось первое выступление Корнея гитаристом в новом составе группы Найка Борзова.

### Сольная деятельность 2006 — …
Несмотря на то, что столь плотная занятость мешала Корнею записать полноценный альбом, музыкант продолжал публиковать демозаписи у себя на сайте и играть концерты с периодичностью около раза в месяц. В ходе этих концертов Корней иногда пробовал новых музыкантов, поскольку Денис Маринкин в тот момент играл в составе Земфиры, а Макс Шевченко, хотя иногда и принимал участие в концертах, вплотную занялся сольным проектом Joga и стал успешным видеодизайнером. Барабанщиком на долгое время стал Владимир Бусель, известный по работе с группами Я и Друг Мой Грузовик, Провода, Пелагея, Начало Века и Ундервуд. Группа часто выступает втроём вместо привычного квартета. В целом, выступления Корнея в это время носят весьма спонтанный характер, хотя слушатели тем не менее реагируют тепло.
Собрав из песен, написанных в короткие промежутки между концертами, материал для второго альбома, осенью 2008 года Корней приступил к его записи. Релиз альбома запланирован на осень 2009 года.
25 сентября 2008 года, после долгого перерыва, Корней дал концерт с обновлённым составом. За ударные снова взялся Денис Маринкин. В состав группы были более ясно введены клавишные — на них играл Дмитрий Емельянов (Демур), лидер группы InWhite и один из самых перспективных молодых клавишников Москвы на тот момент. На басу остаётся Андрей Гагауз. Через некоторое время, обсудив дальнейшие перспективы сотрудничества, Корней и Демур решают заняться каждый своими проектами.
До начала 2010 года состав функционировал в формате Power Trio: Корней, Маринкин, Гагауз.
4 марта состоялся первый концерт Корнея с новым барабанщиком Евгением Борданом, известного по работе с Найком Борзовым, Васей Обломовым, группами Z.I.M.A, InWhite и другими.
3 июня 2010 года в Клубе 16 Тонн состоялась презентация сингла «Солнечный День».
10 декабря 2010 года в московском клубе "Марсель" состоялась презентация альбома «Солнце на Поводке». 8 апреля 2011 года альбом был выложен в свободный доступ на сайте Корнея.
20 сентября 2013 года Корней выступил на фестивале «Изофон» (Донецк) с пятичастной арт-роковой сюитой «Там», созданной специально для этого события.
9 марта 2016 года на странице Корнея ВКонтакте опубликована песня Корнея «Всю мою жизнь».
В начале 2017 года вышла песня Корнея «Я трогал любовь». .

## Дискография
- Альбом «Знак единица» (2004, BAZA records).
- Макси-сингл «Любовь по радио» (2005, Kornei Music, ограниченным тиражом).
- Сингл «Солнечный День» (2010, Kornei Music, ограниченным тиражом).
- Альбом «Солнце на поводке» (2010, Kornei Music, ограниченным тиражом).

## Сессионная дискография
??/??/2001 Босяки, «Песни и Танцы Народов Донецка», издан самостоятельно (электрогитара)

??/??/2002 Phantasmagory, «Anamorphosis Of Dreams», издан самостоятельно (бас-гитара)

??/??/2002 Сборник, «Cookin' Ingredients 4», Good Looking Records (гитара — 2: NEBO «Liquid Sky»)

??/??/2003 Босяки, «Хорошо Забытое Новое», издан самостоятельно (бас-гитара)

01/03/2005 Земфира, «Вендетта», REAL Records (гитара — 2-7, 9, 11, 12, 14; бас-гитара, VST-инструменты)

??/??/2005 Босяки, Concerto Am для БУП-32(м) с Босяками, издан самостоятельно (гитара — 6, домбра — 7)

??/??/2005 Joga, Sola, издан самостоятельно (бас-гитара — 3, 4, 6, 7, 8; гитара — 4, 7, 12)

16/10/2006 Земфира, «Live», Real Records (бас-гитара, гитара, бэк-вокал)

??/??/2006 Катя Волкова & Bastart, «Белая Богиня», издан самостоятельно (бас-гитара — 2, 3, 7, 8, 9, 11)

??/??/2007 Ночные Снайперы «Бонни и Клайд», Real Records (гитара — 6, под псевдонимом Роберт Ф.)

11/04/2007 Даша Велико, «Алмазы на завтрак», Almazno Records (гитара)

24/05/2007 Ундервуд, «Опиум для народа», Grand Records (бас-гитара, гитара, аранжировка, бэк-вокал, клавишные)

07/02/2008 Чебоза, «2008», Navigator Records (гитара, бэк-вокал)

19/02/2008 Z.I.M.A, «Z.I.M.A», Navigator Records (бас-гитара, гитара, аранжировка, VST-инструменты, бэк-вокал)

11/03/2008 Чернусь, «Любидо», Снегири Музыка (бас-гитара — 3) 

24/05/2008 Мара, «Unplugged», Мистерия Звука (аранжировка, гитара, бас-гитара)

30/09/2008 Ундервуд, «Все, кого ты так сильно любил», Фирма Грамзаписи Никитин (гитара, бас-гитара, бэк-вокал, клавишные)

05/02/2009 Даша Велико, «Искренность долгой зимы», Almazno Records (гитара, бас-гитара)

10/08/2009 Земфира, Z-Sides (гитара — 4)

28/09/2009 Татьяна Зыкина «Ощущение Реальности», Real Records (бас-гитара — 4, 15)

22/08/2010 Чернусь «Аццтой», издан самостоятельно (бас-гитара, гитара, бэк-вокал — 2, 5, 6, 7, 8, 11)

29/10/2010 Найк Борзов, «Изнутри», Концерн «Группа Союз» (гитара, бас-гитара)

30/10/2010 Игорь Буланов, «Неба Край», издан самостоятельно (аранжировка, гитара, бас-гитара)

09/12/2010 Варя Демидова, «12 отличий», Снегири Музыка (гитара, бас-гитара — 2, 3, 4, 6, 10, 11)

28/03/2011 Ундервуд, «Бабл-Гам», Концерн «Группа Союз» (гитара, бэк-вокал)

24/04/2012 Mendream, «Танец Обещаний», издан самостоятельно (бас-гитара, гитара)

20/05/2012 Х.. Забей, «Вскрытие Покажет», Попа Бегемота рекордз (бас-гитара, гитара — 2, 5, 8, 11, 12, 13, 19, 22, 25, 28, 33, 37)

28/06/2012 Земфира, «Последняя сказка Риты» (саундтрек) (гитара — 7, 10; бас-гитара — 11)

14/10/2012 Алексей Глызин «Крылья Любви», Мистерия Звука (бас-гитара — 2, 3, 4, 8, 10, 11, 12, 13; гитара — 3, 10, 11, 12)

26/10/2012 Без-O-Beat, «Безобидные Игры», издан самостоятельно (бас-гитара, гитара, аранжировка)

30/11/2012 Роман Харланов, «В Дорогу», Мистерия Звука (бас-гитара, гитара, бэк-вокал)

11/12/2012 Чернусь, «Бонусы», издан самостоятельно (бас-гитара, гитара — 2, 3, 5, 9, 14)

14/02/2013 Земфира, «Жить в твоей голове», Navigator Records (ритм-гитара — 7)

01/06/2013 Ундервуд, «Самая красивая девушка в мире», сингл, Концерн «Группа Союз» (гитара, бэк-вокал)

07/10/2013 Ундервуд, «Женщины и дети», Концерн «Группа Союз» (гитара, бэк-вокал)

12/11/2013 Старый Приятель, «Паринама», Концерн «Группа Союз» (гитара, бас-гитара — 1, 3-10)

19/11/2013 Иван Марковский, «Химия», (4 такта соло-гитары — 1)

28/03/2014 Х.. Забей, «Баба Хочет», Попа Бегемота рекордз, (гитара — 1, 2, 3, 5, 8, 10, 11, 16, 19, 26, 29)

28/03/2014 Х.. Забей, «Баба Рулит», Попа Бегемота рекордз, (гитара — 1, 2, 10, 12, 13, 14, 16, 20, 22, 24, 26, 27)

15/04/2014 Найк Борзов «Везде и Нигде», ООО «Universal Music» (бас-гитара; гитара)

09/07/2014 Диана Арбенина «Мальчик На Шаре», Universal Music Group (гитара; бас-гитара — 8)
12/12/2014 Найк Борзов «Избранное» (акустическая гитара — A1, A3, A4, A8, A12, B3, B5, B6, B9, B12, B13, B14; электрогитара — A3, A4, A5, A10, A13, B2, B8, B14; бас-гитара — A3, A4, A13, B2, B8, B14)

27/03/2015 Кармина «Ничего Лишнего», Правда Музыка (аранжировка, гитара, бас-гитара, VST, бэк-вокал, клавишные)

12/05/2015 Полный Состав «Мимо Тренда» (гитара, бас-гитара, мандолина)

25/07/2015 Ундервуд «Избранное» (гитара — 1, 3, 4, 6, 8, 9, 10, 13, 14, 15, 16, 18, 19; бас-гитара — 9, 10, 13, 15, 18, 19, 20)

03/09/2015 Ундервуд «Без Берегов» (бас-гитара — 3, 5, 7, 9, 11; соло-гитара — 3, 7)

01/12/2015 Найк Борзов «Молекула, Vol.1» (гитара, бас-гитара, бэк-вокал)

07/12/2015 Муха «У меня в голове» (сопродакшн — 3, 4, 6, 12; гитара — 3-6, 8, 9, 12; бас-гитара — 3, 6)

05/02/2016 Виктор Виталий «Песни» (аранжировка, бас-гитара, гитара, бэк-вокал)

22/04/2016 Найк Борзов «Молекула», 2CD, ООО «Universal Music» (гитара, бас-гитара, бэк-вокал) 

14/08/2016 Павел Пламенев «Герой с тысячью лиц» (гитара — 2, 3, 6, 8; бас-гитара — 2, 6, 8) 

20/10/2016 Катя Гордон «Sex and Drama», Первое Музыкальное Издательство (участие в аранжировке; бас-гитара, гитара — 2 — 8) 

28/04/2017 Игорь Буланов «Разные истории» (бас-гитара, гитара, аранжировка, бэк-вокал) 

04/11/2017 Библиотека Состояний «Лишние Сущности Спасают Миры», Meticulous Midgets, web-only (гитара, эффекты) 

15/05/2018 Сапфировый Феникс «Алхимия» (аранжировка, гитара, бас-гитара, запись, сведение) 

18/05/2018 Uma2rmaН feat. Павло Шевчук «Не нашего мира», МОНОЛИТ (гитара) 

22/05/2018 Joga «Наизнанку» (гитара) (гитара — 1, 3; слайд-гитара — 2; эффекты — 4) 

14/07/2018 Библиотека Состояний «Всея Святая Австралия», Meticulous Midgets, web-only (гитара) 

01/08/2018 Илья Июнич «Илья Июнич» (бэк-вокал — 1, 3; VST — 1, 3; аранжировка, гитара, бас-гитара — 3) 

30/09/2018 Павел Пламенев «Крадущая сны» (гитара — 3, 6, 7, 9, 11; бас — 3, 6, 11; бэк-вокал — 2, 3, 4; оркестровка — 11) 

14/01/2019 Библиотека Состояний «Искусственный интеллект», Meticulous Midgets, web-only (гитара, эффекты) 

13/02/2019 Где моё лето «Уходя, гасите свет» (аранжировка, гитара, бас-гитара, VST, бэк-вокал) 

19/04/2019 Дядя Солнышко «Цитаты» (аранжировка, гитара, бас-гитара, VST, бэк-вокал) 

23/07/2019 Библиотека Состояний «Место Встречи Изменить Нельзя», Meticulous Midgets, web-only (бас-гитара — 1-4; гитара — 5) 

20/09/2019 Ундервуд «Дети Портвейна» (аранжировка — 7) 

22/09/2019 Ясный-Светлый «Личное дело/personal history 2.0», Meticulous Midgets (электрогитара) 

01/11/2019 Кармина «Сама не своя», Правда Музыка (аранжировка, гитара, бас-гитара, VST) 

28/02/2020 Моя Мишель «Наивность. Часть 1», EP, Продюсерский центр И. Матвиенко (гитара, бас-гитара) 

12/06/2020 Найк Борзов «Капля крови создателя», ООО Universal Music (1 — 8, 10 — гитара, бас-гитара) 

18/06/2020 Библиотека Состояний «Игротека/Game Library», Meticulous Midgets (аккомпанирующая гитара) 

28/08/2020 Моя Мишель «Наивность. Часть 2», EP, Продюсерский центр И. Матвиенко (гитара) 

09/10/2020 Дядя Солнышко «Капли Росы», VL Records, (аранжировка, гитара, бас-гитара, VST, бэк-вокал) 

08/04/2021 Хамми Хам «Перелистни», Marat Nigametzianov, (гитара) 

04/05/2021 Инга Башкирова «Как не умели», сингл (гитара, бас, сведение — 2) 

18/05/2021 Ульяна Ми «Точка», UMi Production, (гитара, бас-гитара) 

18/07/2021 Павел Пламенев «Для мира на Земле» (гитара, бас-гитара) 

19/07/2021 Инга Башкирова «Черновой», сингл (гитара) 

17/09/2021 Таша Тарусова «Несерьёзно», LLC Media, (аранжировка, саунд-продакшн, программинг, гитары, бас-гитары, сведение) 

21/09/2021 Илья Июнич «Липа», сингл, (аранжировка, гитара, бас-гитара, бэк-вокал, VST, запись, сведение) 

24/09/2021 Хамми Хам «Фосфор», Marat Nigametzianov, (гитара) 

03/11/2021 Инга Башкирова «Море», сингл (гитара) 

05/02/2022 DYGAI «Вести из Таганрога», Dygaimusic, (бас-гитара — 2,5) 

10/02/2022 Илья Июнич «Любовь навсегда», ILYA IYNICH, (сопродакшн, бас-гитара, гитара — 1, 6; бэк-вокал — 1) 

01/04/2022 Вилы «Крапива», Zion Music, (гитара — 9) 

25/04/2022 Илья Июнич «Милая Зверушка» сингл, (аранжировка, гитара, бас-гитара, бэк-вокал, VST, казу, запись, сведение) 

15/07/2022 Найк Борзов «Потерянный среди звёзд, Акт I», We Are Communa (акустическая гитара — 6) 

19/07/2022 Инга Башкирова «Рисунки» (гитары — 4, 6-7, 9-10; бас — 4, студийная работа — 4) 

14/08/2022 Игорь Буланов "Книга" (гитары, бас-гитара, бэк-вокал, продакшн, сведение) 

09/09/2022 Найк Борзов «Потерянный среди звёзд, Акт II», We Are Communa (гитара, бас-гитара — 4, 5) 

11/11/2022 Ундервуд «За горизонтом», IP Belykh Nikita (аранжировка, гитара, бас-гитара — 6, 10, 12; сведение — 6, 12) 

21/11/2022 SNU «Игра», сингл (аранжировка, гитара) 

19/02/2023 Библиотека Состояний «Комментарии к комментариям», Meticulous Midgets, (гитара) 

04/05/2023 Leyla Romanova «LR», Navigator Records (техническое ассистирование; 2 — 6, 8, 10 — бас-гитара; 1 — 3, 6 — 7, 9, 10 — гитара; 2, 8 — вокал) 

05/05/2023 Причина Океана «АААА», EP, Правда Музыка (соавторство, продакшн, сведение, бас-гитара, гитара, бэк-вокал) 

07/07/2023 Анатолий Мошкович "Окно в небо", Правда Музыка (гитары, бас-гитары) 

12/07/2023 Музыка из фильма "Любовь навсегда" (1 - 6, 10 - аранжировка, гитары, бас-гитары, VST) 

27/09/2023 Илья Июнич, мини-мюзикл "Засор", сингл (композиция, продакшн, бас-гитара, VST, мужская вокальная партия)  

23/11/2023 Найк Борзов и Малышарики "Космос", сингл (бас-гитара, гитара) 

15/12/2023 Ундервуд "Снегурочка", сингл (аранжировка, гитары, бас-гитары, VST, перкуссия, бэк-вокал) 

26/12/2023 Причина Океана "Снежинки", сингл (соавторство, гитара, VST, бэк-вокал) 

29/02/2024 Забава Звон "Убийца" (гитары) 

05/04/2024 Кармина "Птичка", сингл (аранжировка, гитары, бас-гитара, VST) 

06/04/2024 Ундервуд "Проект О" (1, 3, 5, 8, 10, 12, 13 - аранжировка, дополнительные гитары, VST, бэк-вокал; 7 - VST)
29/05/2024 Илья Июнич "Далеко", сингл (аранжировка, гитары, бас-гитара, бэк-вокал, VST) 

23/08/2024 Причина Океана "Рая", сингл (соавторство, гитары, акустическая бас-гитара, VST, вокал) 

09/09/2024 Илья Июнич "В Одессе было всяко", сингл (аранжировка, укулеле, акустическая бас-гитара, VST, бэк-вокал) 

04/10/2024 Причина Океана "Вега и Альтаир" (соавторство, гитары, бас-гитары, бэк-вокал, вокал (7, 8, 9), VST, автор, продакшн, сведение) 

07/10/2024 Игорь Буланов "Рисовальщик", VG (аранжировка, гитары, бас-гитары, VST, бэк-вокал) 

13/12/2024 Мандрагора "Ёлки зелёные", сингл (музыка, аранжировка, гитары, сведение) 

03/02/2024 Инга Башкирова "В лодке" (1, 2, 5, 6 - гитары; 2, 5, 6 - бас-гитара; 2, 5, 6 - аранжировка; 5 - сведение) 

07/03/2024 Мандрагора "Якоря" (из трибьюта группе "Любэ"), сингл (гитары, вокал, сведение) 

01/04/2024 Причина Океана "Причина стресса", сингл (соавторство, аранжировка, гитары, бас-гитара, VST, вокал, запись, сведение) 

04/04/2024 Мандрагора "Планета лёгкого поведения: Венера" (аранжировка, гитары, бэк-вокал, сведение) 

## Публикации
- Леопольд Покровский. Корней «Знак единица». InterMedia (21 декабря 2004). Дата обращения: 11 сентября 2011. Архивировано 22 февраля 2012 года.
- Алексей Мажаев. Корней «Солнце на поводке». InterMedia (10 июня 2011). Дата обращения: 11 сентября 2011. Архивировано 22 февраля 2012 года.
- Интервью с Корнеем для журнала STUDIO 57 в Орле. Архивировано 30 ноября 2012 года.
- Павел Кантышев. Корней: "Я не рок'н'ролльщик. Я лирик". MuseCube (24 мая 2011). Дата обращения: 15 декабря 2012. Архивировано 16 декабря 2012 года.